# Okręg Arad
Arad (serb. Арад, węg. Arad) – okręg w Rumunii (Banat i Kriszana), w regionie Zachodnim ze stolicą w mieście Arad. Graniczy z Węgrami i okręgami Bihor, Alba, Hunedoara i Temesz. W 2011 r. liczył 430 629  mieszkańców. Okręg ma powierzchnię 7754 km², a w 2002 r. gęstość zaludnienia wynosiła 62 osoby/km².

## Struktura narodowościowa
Według spisu ludności z roku 2011 okręg Arad zamieszkiwały następujące narodowości:
- Rumuni - 79,1%
- Węgrzy - 8,5%
- Romowie - 3,8%
- Słowacy - 1,0%
- Niemcy - 0,676%
- Ukraińcy - 0,293%
- Serbowie - 0,197%
- Bułgarzy - 0,127%
- Włosi - 0,068%
- Czesi - 0,027%

## Miasta
- Arad
- Chișineu-Criș (węg. Kisjenő)
- Curtici (węg. Kürtös)
- Ineu (węg. Borosjenő)
- Lipova (węg. Lippa)
- Nădlac (węg. Nagylak)
- Pâncota (węg. Pankota)
- Pecica
- Sântana
- Sebiș (węg. Borossebes)

## Gminy
- Almaș
- Apateu
- Archiș
- Bata
- Bârsa
- Bârzava
- Beliu
- Birchiș
- Bocsig
- Brazii
- Buteni
- Cărand
- Cermei
- Chisindia
- Conop
- Covăsânț
- Craiva
- Dezna
- Dieci
- Dorobanți
- Fântânele
- Felnac
- Frumușeni
- Ghioroc
- Grăniceri
- Gurahonț
- Hălmagiu
- Hălmăgel
- Hășmaș
- Ignești
- Iratoșu
- Livada
- Macea
- Mișca
- Moneasa
- Olari
- Păuliș
- Peregu Mare
- Petriș
- Pilu
- Pleșcuța
- Săvârșin
- Secusigiu
- Seleuș
- Semlac
- Sintea Mare
- Socodor
- Șagu
- Șeitin
- Șepreuș
- Șicula
- Șilindia
- Șimand
- Șiria
- Șiștarovăț
- Șofronea
- Tauț
- Târnova
- Ususău
- Vărădia de Mureș
- Vârfurile
- Vinga
- Vladimirescu
- Zăbrani
- Zădăreni
- Zărand
- Zerind
- Zimandu Nou